# Elymandra archaelymandra
Elymandra archaelymandra är en gräsart som först beskrevs av Jacq.-fél., och fick sitt nu gällande namn av Clayton. Elymandra archaelymandra ingår i släktet Elymandra och familjen gräs. Inga underarter finns listade i Catalogue of Life.